# Adbolton
Adbolton – wieś w środkowej Anglii, w hrabstwie Nottinghamshire, w dystrykcie Rushcliffe. Leży na południowym brzegu rzeki Trent, na północno-wschodnim obrzeżu miasta West Bridgford, w aglomeracji Nottingham.